# Championnats de Suisse de VTT
Les championnats de Suisse de vélo tout terrain sont des compétitions ouvertes aux coureurs de nationalité suisse. Entre 1988 et 1993, le championnat Suisse se disputait en une série de courses. Le meilleur coureur aux points était déclaré champion de Suisse, sans qu'il n'y ait de remise de maillot.

## Hommes

### Cross-country
| Année | Or                  | Argent              | Bronze              |
| ----- | ------------------- | ------------------- | ------------------- |
| 1994  | Thomas Frischknecht | Marcel Russenberger | Andreas Büsser      |
| 1995  | Marcel Heller       | Arno Küttel         | Albert Iten         |
| 1996  | Thomas Frischknecht | Reto Wysseier       | Marcel Heller       |
| 1997  | Thomas Frischknecht | Beat Wabel          | Roger Beuchat       |
| 1998  | Thomas Frischknecht | Markus Binkert      | Beat Wabel          |
| 1999  | Christoph Sauser    | Markus Binkert      | Thomas Hochstrasser |
| 2000  | Christoph Sauser    | Thomas Hochstrasser | Markus Binkert      |
| 2001  | Christoph Sauser    | Thomas Hochstrasser | Thomas Kalberer     |
| 2002  | Christoph Sauser    | Thomas Frischknecht | Silvio Bundi        |
| 2003  | Christoph Sauser    | Silvio Bundi        | Daniel Solèr        |
| 2004  | Ralph Näf           | Silvio Bundi        | Beat Merk           |
| 2005  | Balz Weber          | Thomas Frischknecht | Silvio Bundi        |
| 2006  | Christoph Sauser    | Martin Gujan        | Florian Vogel       |
| 2007  | Jürg Graf           | Lukas Flückiger     | Florian Vogel       |
| 2008  | Florian Vogel       | Lukas Flückiger     | Jürg Graf           |
| 2009  | Florian Vogel       | Martin Gujan        | Lukas Flückiger     |
| 2010  | Nino Schurter       | Florian Vogel       | Lukas Flückiger     |
| 2011  | Florian Vogel       | Nino Schurter       | Balz Weber          |
| 2012  | Nino Schurter       | Florian Vogel       | Mathias Flückiger   |
| 2013  | Nino Schurter       | Lukas Flückiger     | Fabian Giger        |
| 2014  | Nino Schurter       | Fabian Giger        | Florian Vogel       |
| 2015  | Nino Schurter       | Florian Vogel       | Lukas Flückiger     |
| 2016  | Nino Schurter       | Matthias Stirnemann | Lukas Flückiger     |
| 2017  | Nino Schurter       | Mathias Flückiger   | Florian Vogel       |
| 2018  | Mathias Flückiger   | Florian Vogel       | Andri Frischknecht  |
| 2019  | Nino Schurter       | Mathias Flückiger   | Florian Vogel       |
| 2020  | Nino Schurter       | Mathias Flückiger   | Lars Forster        |
| 2021  | Mathias Flückiger   | Nino Schurter       | Marcel Guerrini     |
| 2022  | Mathias Flückiger   | Vital Albin         | Andri Frischknecht  |
| 2023  | Mathias Flückiger   | Lars Forster        | Vital Albin         |
| 2024  | Filippo Colombo     | Joel Roth           | Nino Schurter       |

### Cross-country short track
| Année | Or              | Argent          | Bronze             |
| ----- | --------------- | --------------- | ------------------ |
| 2022  | Filippo Colombo | Vital Albin     | Andri Frischknecht |
| 2023  | Thomas Litscher | Lars Forster    | Timon Rüegg        |
| 2024  | Lars Forster    | Marcel Guerrini | Thomas Litscher    |

### Cross-country eliminator
| Année | Or               | Argent              | Bronze          |
| ----- | ---------------- | ------------------- | --------------- |
| 2012  | Thomas Litscher  | Stefan Peter        | Nicola Rohrbach |
| 2013  | Marcel Wildhaber | Thomas Litscher     | Patrick Lüthi   |
| 2014  | Martin Fanger    | Matthias Allenspach | Thomas Litscher |
| 2015  | Marcel Wildhaber | Patrick Lüthi       | Ralph Näf       |

### Descente
| Année | Or                | Argent              | Bronze             |
| ----- | ----------------- | ------------------- | ------------------ |
| 1994  | Urs Thoma         | Marc Schnyder       | Albert Iten        |
| 1995  | Bruno Tschanz     | Thomas Hochstrasser | Dieter Lüscher     |
| 1996  | Andreas Steffen   | Urs Thoma           | Christoph Sauser   |
| 1997  | Andy Bueler       | Urs Thoma           | Michel Joseph      |
| 1998  | Andreas Steffen   | Michel Joseph       | Janes Grasic       |
| 1999  | Claudio Caluori   | Michel Joseph       | René Wildhaber     |
| 2000  | Claudio Caluori   | René Wildhaber      | Simon Schwander    |
| 2001  | Claudio Caluori   | René Wildhaber      | Thomas Ryser       |
| 2002  | Samuel Zbinden    | Damien Mermoud      | Thomas Ryser       |
| 2003  | Claudio Caluori   | Damien Mermoud      | Thomas Ryser       |
| 2004  | Damien Mermoud    | Samuel Zbinden      | Marcel Beer        |
| 2005  | Damien Mermoud    | Claudio Caluori     | Samuel Zbinden     |
| 2006  | Damien Mermoud    | Markus Schwab       | Claudio Caluori    |
| 2007  | Nick Beer         | Markus Schwab       | Samuel Zbinden     |
| 2008  | Nick Beer         | Martin Frei         | Samuel Zbinden     |
| 2009  | Nick Beer         | Samuel Zbinden      | Marcel Beer        |
| 2010  | Nick Beer         | Dominik Gspan       | Ludovic May        |
| 2011  | Nick Beer         | Lutz Weber          | Samuel Zbinden     |
| 2012  | Lars Peyer        | Ludovic May         | Lutz Weber         |
| 2013  | Nick Beer         | Felix Klee          | Noel Niederberger  |
| 2014  | Nick Beer         | Noel Niederberger   | Lutz Weber         |
| 2015  | Maxime Chapuis    | Nick Beer           | Basil Weber        |
| 2016  | Lutz Weber        | Noel Niederberger   | Maxime Chapuis     |
| 2017  | Lutz Weber        | Basil Weber         | Noel Niederberger  |
| 2018  | Noel Niederberger | Basil Weber         | Mirco Widmer       |
| 2019  | Lutz Weber        | Basil Weber         | Constantin Ruetsch |
| 2020  | Lutz Weber        | Basil Weber         | Janis Lehmann      |
| 2021  | Yannik Baechler   | Noel Niederberger   | Jérôme Caroli      |
| 2022  | Noel Niederberger | Yannik Baechler     | Elia Saurer        |
| 2023  | Marius Perraudin  | Junior Paroz        | Lino Lehmann       |
| 2024  | Janis Lehmann     | Noel Niederberger   | Yannik Baechler    |

### Marathon
| Année | Or               | Argent            | Bronze            |
| ----- | ---------------- | ----------------- | ----------------- |
| 2004  | Johann Tschopp   | Christof Bischof  | Christian Heule   |
| 2005  | Balz Weber       | Sandro Spaeth     | Silvio Bundi      |
| 2006  | Christoph Sauser | Thomas Stoll      | Thomas Zahnd      |
| 2007  | Silvio Bundi     | Lukas Buchli      | Alexandre Moos    |
| 2008  | Lukas Buchli     | Sandro Spaeth     | Andreas Kugler    |
| 2009  | Alexandre Moos   | Lukas Buchli      | Urs Huber         |
| 2010  | Andreas Kugler   | Ralph Näf         | Thomas Stoll      |
| 2011  | Urs Huber        | Alexandre Moos    | Thomas Stoll      |
| 2012  | Christoph Sauser | Lukas Buchli      | Urs Huber         |
| 2013  | Christoph Sauser | Hansueli Stauffer | Julien Taramarcaz |
| 2014  | Urs Huber        | Lukas Buchli      | Jérémy Huguenin   |
| 2015  | Johann Tschopp   | Lukas Buchli      | Hansueli Stauffer |
| 2016  | Urs Huber        | Hansueli Stauffer | Johann Tschopp    |
| 2017  | Konny Looser     | Marc Stutzmann    | Oliver Zurbrügg   |
| 2018  | Urs Huber        | Hansueli Stauffer | Konny Looser      |
| 2019  | Urs Huber        | Hansueli Stauffer | Casey South       |
| 2020  | Martin Fanger    | Urs Huber         | Lukas Flückiger   |
| 2021  | Lukas Flückiger  | Marc Stutzmann    | Martin Fanger     |
| 2022  | Konny Looser     | Urs Huber         | Martin Fanger     |
| 2023  | Marc Stutzmann   | Casey South       | David Gysling     |
| 2024  | Alexandre Balmer | Urs Huber         | Marc Stutzmann    |

### Four cross
| Année | Or                 | Argent           | Bronze            |
| ----- | ------------------ | ---------------- | ----------------- |
| 1998  | Andy Büeler        | Michel Joseph    | Andreas Steffen   |
| 1999  | Claudio Caluori    | Michel Joseph    | Markus Hartmann   |
| 2000  | Claudio Caluori    | Jeffrey Archer   | Remo Heutschi     |
| 2001  | Claudio Caluori    | Damian Mermoud   | Janes Grasic      |
| 2002  | Roger Rinderknecht | Pascal Seydoux   | Simon Schwander   |
| 2003  | Marcel Beer        | Remo Heutschi    | Samuel Zbinden    |
| 2004  | Roger Rinderknecht | Remo Heutschi    | Damian Mermoud    |
| 2005  | Reto Schmid        | Ramon Hunziker   | Marcel Beer       |
| 2006  | Reto Schmid        | Nick Beer        | Samuel Zbinden    |
| 2007  | Dominik Gspan      | Claudio Caluori  | Fabian Küttel     |
| 2010  | Pascal Seydoux     | Adrian Weiss     | Simon Waldburger  |
| 2011  | Pascal Seydoux     | Sidney Gerber    | Simon Waldburger  |
| 2012  | Adrian Weiss       | Simon Waldburger | Noel Niederberger |
| 2013  | Simon Waldburger   | Marco Muff       | Mirco Weiss       |
| 2014  | Jan Kissling       | Adrian Weiss     | Marco Muff        |
| 2016  | Marco Muff         | Simon Waldburger | Fabian Gärtner    |

## Femmes

### Cross-country
| Année | Or                  | Argent                   | Bronze                   |
| ----- | ------------------- | ------------------------ | ------------------------ |
| 1994  | Silvia Fürst        | Chantal Daucourt         | Brigitta Kasper          |
| 1995  | Daniela Gassmann    | Chantal Daucourt         | Silvia Fürst             |
| 1996  | Daniela Gassmann    | Silvia Fürst             | Chantal Daucourt         |
| 1997  | Chantal Daucourt    | Daniela Gassmann         | Barbara Blatter          |
| 1998  | Chantal Daucourt    | Barbara Blatter          | Silvia Fürst             |
| 1999  | Barbara Blatter     | Chantal Daucourt         | Maroussia Rusca          |
| 2000  | Barbara Blatter     | Chantal Daucourt         | Petra Henzi              |
| 2001  | Barbara Blatter     | Petra Henzi              | Daniela Gassmann         |
| 2002  | Barbara Blatter     | Sonja Traxel             | Petra Henzi              |
| 2003  | Petra Henzi         | Maroussia Rusca          | Franziska Röthlin        |
| 2004  | Katrin Leumann      | Andrea Huser             | Barbara Blatter          |
| 2005  | Petra Henzi         | Katrin Leumann           | Maroussia Rusca          |
| 2006  | Petra Henzi         | Renata Bucher            | Daniela Louis            |
| 2007  | Petra Henzi         | Renata Bucher            | Sarah Koba               |
| 2008  | Katrin Leumann      | Marielle Saner-Guinchard | Maroussia Rusca          |
| 2009  | Katrin Leumann      | Esther Süss              | Petra Henzi              |
| 2010  | Esther Süss         | Nathalie Schneitter      | Marielle Saner-Guinchard |
| 2011  | Nathalie Schneitter | Esther Süss              | Marielle Saner-Guinchard |
| 2012  | Sarah Koba          | Esther Süss              | Corina Gantenbein        |
| 2013  | Katrin Leumann      | Esther Süss              | Kathrin Stirnemann       |
| 2014  | Jolanda Neff        | Kathrin Stirnemann       | Esther Süss              |
| 2015  | Kathrin Stirnemann  | Nathalie Schneitter      | Jolanda Neff             |
| 2016  | Jolanda Neff        | Linda Indergand          | Kathrin Stirnemann       |
| 2017  | Jolanda Neff        | Linda Indergand          | Corina Gantenbein        |
| 2018  | Jolanda Neff        | Ramona Forchini          | Linda Indergand          |
| 2019  | Jolanda Neff        | Kathrin Stirnemann       | Ramona Forchini          |
| 2020  | Jolanda Neff        | Sina Frei                | Linda Indergand          |
| 2021  | Jolanda Neff        | Alessandra Keller        | Sina Frei                |
| 2022  | Alessandra Keller   | Linda Indergand          | Sina Frei                |
| 2023  | Alessandra Keller   | Jolanda Neff             | Linda Indergand          |
| 2024  | Linda Indergand     | Sina Frei                | Nicole Koller            |

### Cross-country short track
| Année | Or                | Argent            | Bronze          |
| ----- | ----------------- | ----------------- | --------------- |
| 2022  | Jolanda Neff      | Linda Indergand   | Sina Frei       |
| 2023  | Alessandra Keller | Ronja Blöchlinger | Steffi Häberlin |
| 2024  | Nicole Koller     | Linda Indergand   | Steffi Häberlin |

### Cross-country eliminator
| Année | Or                 | Argent             | Bronze           |
| ----- | ------------------ | ------------------ | ---------------- |
| 2012  | Jolanda Neff       | Kathrin Stirnemann | Katrin Leumann   |
| 2013  | Jolanda Neff       | Andrea Waldis      | Linda Indergand  |
| 2014  | Kathrin Stirnemann | Jolanda Neff       | Linda Indergand  |
| 2015  | Linda Indergand    | Kathrin Stirnemann | Michelle Hediger |

### Descente
| Année | Or                  | Argent              | Bronze                  |
| ----- | ------------------- | ------------------- | ----------------------- |
| 1994  | Rita Bürgi          | Brigitta Kasper     | Annemaria Cavadini      |
| 1995  | Rita Bürgi          | Brigitta Kasper     | Sonja Boss              |
| 1996  | Rita Bürgi          | Brigitta Kasper     | Marielle Saner          |
| 1997  | Marielle Saner      | Carole Vuillaume    | Brigitta Kasper         |
| 1998  | Marielle Saner      | Brigitta Kasper     | Sarah Stieger           |
| 1999  | Marielle Saner      | Sarah Stieger       | Petra Winterhalder      |
| 2000  | Sarah Stieger       | Sari Jörgensen      | Marielle Saner          |
| 2001  | Marielle Saner      | Amélie Thévoz       | Pasqualine Reusser      |
| 2002  | Marielle Saner      | Amélie Thévoz       | Sarah Stieger           |
| 2003  | Amélie Thévoz       | Marielle Saner      | Pasqualine Reusser      |
| 2004  | Sari Jörgensen      | Marielle Saner      | Amélie Thévoz           |
| 2005  | Marielle Saner      | Sari Jörgensen      | Pasqualine Reusser      |
| 2006  | Miriam Ruchti       | Pasqualine Reusser  | Silja Stadler           |
| 2007  | Marielle Saner      | Emilie Siegenthaler | Daniela Bossard         |
| 2008  | Emilie Siegenthaler | Pasqualine Reusser  | Janine Hürlimann        |
| 2009  | Emilie Siegenthaler | Martina Brühlmann   | Sidonie Jolidon         |
| 2010  | Emilie Siegenthaler | Martina Brühlmann   | Miriam Ruchti           |
| 2011  | Emilie Siegenthaler | Miriam Ruchti       | Carina Cappellari       |
| 2012  | Miriam Ruchti       | Martina Brühlmann   | Alba Wunderlin          |
| 2013  | Emilie Siegenthaler | Martina Brühlmann   | Alba Wunderlin          |
| 2014  | Emilie Siegenthaler | Alba Wunderlin      | Carina Cappellari       |
| 2015  | Emilie Siegenthaler | Carina Cappellari   | Gérladine Fink          |
| 2016  | Lea Rutz            | Carina Cappellari   | Gérladine Fink          |
| 2017  | Carina Cappellari   | Lea Rutz            | Alexandra Wohlgensinger |
| 2018  | Carina Cappellari   | Janine Hübscher     | Camille Balanche        |
| 2019  | Carina Cappellari   | Emilie Siegenthaler | Camille Balanche        |
| 2020  | Camille Balanche    | Carolin Gehrig      | Janine Hübscher         |
| 2021  | Camille Balanche    | Emilie Siegenthaler | Carolin Gehrig          |
| 2022  | Camille Balanche    | Emilie Siegenthaler | Jolanda Kiener          |
| 2023  | Camille Balanche    | Lisa Baumann        | Jolanda Kiener          |
| 2024  | Lisa Baumann        | Emma Iten           | Jolanda Kiener          |

### Marathon
| Année | Or                 | Argent             | Bronze                |
| ----- | ------------------ | ------------------ | --------------------- |
| 2004  | Andrea Huser       | Daniela Louis      | Petra Henzi           |
| 2005  | Petra Henzi        | Esther Süss        | Anita Steiner         |
| 2006  | Petra Henzi        | Esther Süss        | Dolores Rupp          |
| 2007  | Dolores Rupp       | Anita Steiner      | Sarah Koba            |
| 2008  | Esther Süss        | Erika Dicht        | Antonia Wipfli        |
| 2009  | Esther Süss        | Erika Dicht        | Antonia Wipfli        |
| 2010  | Esther Süss        | Petra Henzi        | Fabienne Heinzmann    |
| 2011  | Milena Landtwing   | Nadia Walker       | Andrea Kuster         |
| 2012  | Esther Süss        | Nadia Walker       | Sofia Pezzatti        |
| 2013  | Ariane Kleinhans   | Milena Landtwing   | Cornelia Hug          |
| 2014  | Esther Süss        | Ariane Kleinhans   | Milena Landtwing      |
| 2015  | Esther Süss        | Ariane Kleinhans   | Milena Landtwing      |
| 2016  | Ariane Kleinhans   | Nadia Walker       | Esther Süss           |
| 2017  | Esther Süss        | Florence Darbellay | Andrea Ming           |
| 2018  | Ariane Lüthi       | Esther Süss        | Andrea Ming           |
| 2019  | Ariane Lüthi       | Esther Süss        | Andrea Ming           |
| 2020  | Steffi Häberlin    | Ariane Lüthi       | Irina Luetzelschwab   |
| 2021  | Ariane Lüthi       | Janina Wüst        | Jacqueline Schneebeli |
| 2022  | Steffi Häberlin    | Irina Lützelschwab | Janina Wüst           |
| 2023  | Irina Lützelschwab | Stefanie Zahno     | Alessia Nay           |
| 2024  | Irina Lützelschwab | Alessia Nay        | Janina Wüst           |

### Four cross
| Année | Or                  | Argent         | Bronze                |
| ----- | ------------------- | -------------- | --------------------- |
| 1998  | Sarah Stieger       | Marielle Saner | Brigitta Kasper       |
| 1999  | Marielle Saner      | Sarah Stieger  | Sandra Hohl           |
| 2000  | Sari Jörgensen      | Sarah Stieger  | Marielle Saner        |
| 2001  | Marielle Saner      | Amélie Thévoz  | Sarah Stieger         |
| 2004  | Sari Jörgensen      | Marielle Saner | Florence Scheibli     |
| 2005  | Sari Jörgensen      | Marielle Saner | Lucia Oetjen          |
| 2007  | Lucia Oetjen        | Marielle Saner | Andrea Kieser         |
| 2010  | Emilie Siegenthaler | Rachel Seydoux | Michelle Vollenweider |
| 2011  | Lucia Oetjen        | Andrea Kiser   | Carolin Gehrig        |
| 2014  | Lucia Oetjen        | Geraldine Fink | Rachel Friedrich      |